# Château de Dammartin-en-Goële
Le château de Dammartin-en-Goële est un ancien château fort, du XIe siècle, dont il ne subsiste de nos jours aucun vestige en élévation, qui se dressait sur la commune française de Dammartin-en-Goële dans le département de Seine-et-Marne, en région Île-de-France.

## Localisation
Le château était situé sur une butte, dominant d'environ 70 m la plaine de France, sur la commune de Dammartin-en-Goële, dans le département français de Seine-et-Marne. Il contrôlait un vaste territoire ainsi que le trafic des diverses voies de communication convergeant de Picardie et de Valois vers Paris.

## Historique
La forteresse fut établie au XIe siècle par les comte de Dammartin. Sur le même emplacement, se sont succédé au cours des siècles plusieurs châteaux, jusqu'à la Révolution et la destruction finale.

## Description
La forteresse se dressait sur un important mamelon avec à son sommet une plate-forme de 67 m de diamètre.